# Lou Ferrigno
Louis Jude Ferrigno (n. 9 noiembrie 1951, New York City, New York, SUA) este un actor american, antrenor de fitness, fost culturist.   A apărut în filmul documentar Pumping Iron. Este cel mai cunoscut, ca actor, pentru interpretarea rolului titular din serialul CBS The Incredible Hulk din 1978-1982. Ferrigno a jucat și în filme europene ca Sinbad of the Seven Seas sau Hercule, în rolul său în sitcom-ul The King of Queens și în comedia din 2009 I Love You, Man.

## Biografie
Lou Ferrigno s-a născut în Brooklyn, New York, ca fiul Victoriei și al lui Matt Ferrigno, un locotenent NYPD. Este american de origine italiană.  

## Filmografie

### Film
| An   | Titlu                              | Rol                 | Note                             |
| ---- | ---------------------------------- | ------------------- | -------------------------------- |
| 1977 | Pumping Iron (Forme de oțel)       | Rolul său           | Documentar dramatic              |
| 1983 | Hercules                           | Hercule             |                                  |
| 1983 | The Seven Magnificent Gladiators   | Han                 |                                  |
| 1985 | The Adventures of Hercules         | Hercules            | Sequel al Hercules               |
| 1988 | Desert Warrior                     | Zerak               |                                  |
| 1989 | Sinbad of the Seven Seas           | Sinbad              |                                  |
| 1989 | Cage                               | Billy Thomas        |                                  |
| 1989 | All's Fair                         | Klaus               |                                  |
| 1989 | Liberty & Bash                     | Bash                |                                  |
| 1993 | And God Spoke                      | Himself             |                                  |
| 1994 | Cage II                            | Billy Thomas        |                                  |
| 1996 | Stand Tall                         | Rolul său           | Documentar dramatic              |
| 1998 | The Godson                         | Bugsy               |                                  |
| 2003 | Hulk                               | Security guard      | Cameo cu Stan Lee                |
| 2008 | The Incredible Hulk                | Hulk Security guard | Voce Cameo                       |
| 2009 | I Love You, Man                    | Rolul său           |                                  |
| 2012 | The Avengers                       | Hulk                | Colaborare la voce (nemenționat) |
| 2014 | Moms' Night Out                    | Hulk                | Cameo                            |
| 2015 | The Scorpion King: The Lost Throne | Skizurra            | Direct-pe-video                  |
| 2015 | Avengers Grimm                     | Iron John           |                                  |
| 2015 | Avengers: Age of Ultron            | Hulk                | Colaborare la voce (nemenționat) |
| 2017 | Instant Death                      | John Bradley        | Rol principal                    |
| 2017 | Thor: Ragnarok                     | The Hulk            | Colaborare la voce (nemenționat) |